# La grande settimana
La grande settimana è un romanzo per bambini e ragazzi di Mario Spagnol e Paolo Bertolani.

## Edizioni
- Paolo Bertolani e Mario Spagnol, La Grande Settimana, Salani, 1999,  pp. 119, cap. numero di capitoli, ISBN 88-7782-914-1.